# Kasama (nhà hàng)
Kasama là một nhà hàng Philippines ở Chicago, tiểu bang Illinois. Nhà hàng được gắn sao Michelin, trở thành nhà hàng phục vụ ẩm thực Philippines đầu tiên trên thế giới đạt ngôi sao này.

## Mô tả
Nhà hàng tọa lạc tại vùng Ukraine Village ở West Side của Chicago. Tên gọi Kasama xuất phát từ tiếng Tagalog có nghĩa là "cùng nhau". Nhà hàng phục vụ bữa sáng, bữa trưa và bữa tối. Đối với bữa tối, nhà hàng khuyến mãi thực đơn nếm thử 13 món.

## Lịch sử
Kasama đồng sở hữu bởi đôi vợ chồng Tim Flores và Genie Kwon, cả hai đều là chủ kiêm đầu bếp. Flores cho biết mục tiêu của họ là giới thiệu ẩm thực Philippines đến những người chưa từng ăn nó trước đây. Ý tưởng ban đầu của họ về nhà hàng là một quán cà phê với bánh pastry do Kwon nướng vào buổi sáng, lumpia và bánh mì kẹp vào buổi chiều.
Nhà hàng mở cửa vào tháng 7 năm 2020 với mục đích ban đầu là quán cà phê. Sau đó, họ bắt đầu khuyến mãi thực đơn nếm thử vào bữa tối trong đại dịch COVID-19 như đáp lại việc thiếu lao động trên diện rộng.
Nhà hàng xuất hiện trong loạt phim truyền hình The Bear, lấy bối cảnh nhà hàng ở Chicago.

## Tiếp nhận
Tác giả Louise Chu của tờ Chicago Tribune đánh giá Kasama là "một trong những nhà hàng tốt nhất trên thế giới." Cẩm nang Michelin lúc đầu đã thêm thực đơn nếm thử của Kasama vào danh sách Bib Gourmand vào năm 2021, sau đó trao cho nhà hàng một sao Michelin vào năm 2022, trở thành nhà hàng ẩm thực Philippines đầu tiên trên thế giới có ngôi sao này.
Tạp chí Esquire đánh giá Kasama là một trong những nhà hàng mới tốt nhất ở Mỹ năm 2021. Nhà hàng được đề cử Giải thưởng James Beard cho nhà hàng tốt nhất năm 2022. Tạp chí Robb Report xếp hạng Kasama là nhà hàng mới tốt thứ ba ở Mỹ năm 2022 và vinh danh đôi vợ chồng Tim Flores và Genie Kwon là đầu bếp xuất sắc nhất của năm vì những cố gắng của họ trong việc mở nhà hàng trong bối cảnh đại dịch COVID-19.